# Polzunov (cráter)

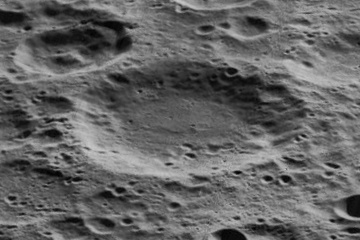
Imagen oblicua de la misión Lunar Orbiter 5, mirando al oeste

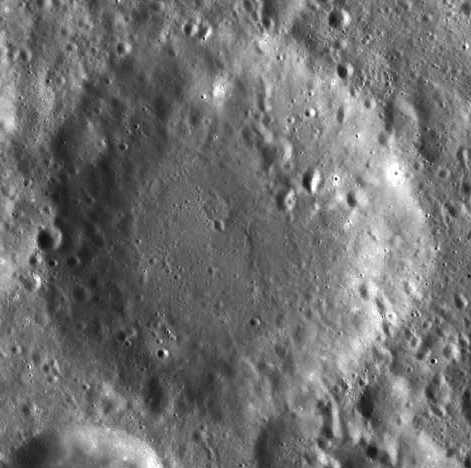
Imagen de la misión LRO

Polzunov es un cráter de impacto que se encuentra justo al sursureste del cráter más grande Seyfert, en la cara oculta de la Luna. A alrededor de un diámetro del cráter al oesudoeste se encuentra Deutsch, y un poco más al sursureste se halla Olcott.
|  |

Este cráter tiene un borde exterior desgastado y erosionado, aunque está marcado tan solo por unos pequeños cráteres. En el exterior del lado sudoeste se encuentra el cráter satélite Polzunov N, un cráter relativamente reciente con un pico central prominente. El interior de Polzunov está marcado únicamente por una región irregular cerca del extremo norte del cráter. No posee un pico central que merezca tal nombre, y el resto del suelo es relativamente nivelado y marcado solamente por unos diminutos cráteres.

## Cráteres satélite
Por convención estos elementos son identificados en los mapas lunares poniendo la letra en el lado del punto medio del cráter que está más cercano a Polzunov.
|          | \| Polzunov \| Coordenadas \| Diámetro \| \| -------- \| -------------------------------- \| -------- \| \| J \| 23°36′N 117°24′E / 23.6, 117.4 \| 30 km \| \| N \| 23°52′N 114°14′E / 23.86, 114.23 \| 35 km \| |          |
| Polzunov | Coordenadas | Diámetro |
| J        | 23°36′N 117°24′E / 23.6, 117.4 | 30 km    |
| N        | 23°52′N 114°14′E / 23.86, 114.23 | 35 km    |